# Boys (zespół muzyczny)
Boys – polski zespół muzyczny, od marca 1997 boysband, założony w 1990.
W latach 90. zespół grał swoje koncerty w podlaskiej dyskotece Panderoza niedaleko Janowa.
Muzyka zespołu zmieniała się na przestrzeni ostatnich lat. Członkowie grupy początkowo tworzyli piosenki w stylu disco polo, z czasem zaczęli kierunkować się w stronę różnych brzmień tanecznych.

## Historia
Zespół został założony wiosną 1990 w Prostkach koło Ełku. Często grywali w klubie El Dorado w Zimnej, jeszcze przed wydaniem pierwszej kasety (1991). Pod koniec 1991 wydali pierwszy album. Od początku kompozytorem utworów i autorem tekstów jest Marcin Miller. Pomysłodawcą nazwy zespołu był Krzysztof Cieciuch.
W 1994 roku zespół zakończył współpracę z  firmą fonograficzną Blue Star i wydał nowy materiał w nowej firmie fonograficznej Green Star.
Zespół zdobył ponad 25 nagród za swoje osiągnięcia; w 1996 podczas wręczania nagród za osiągnięcia w Warszawie w klubie Tango odebrali statuetki Victoria '96 w kategoriach: zespół roku, wokalista roku i płyta roku. 27 czerwca 1995 w Opolu odebrali nagrodę jako jedyna grupa disco polo od TVP. Byli wielokrotnie nagradzani Grand Prix festiwalu w Ostródzie (1997, 2001, 2005, 2009, 2014, 2017), a także nagrodami w kategoriach: „zespół roku” (2001, 2003, 2006, 2007), „utwór roku” (w 2000 za „Nie wierz Jej”) i „wokalista roku” (2004), jak również pięciokrotnie nagrodą publiczności (1997, 2001, 2010, 2011 i 2018), nagrodą jubileuszową 10-lecia (2002), nagrodą słuchaczy radia IRN (2007) oraz nagrodami za całokształt twórczości (2005, 2011, 2015).
Zespół koncertuje także poza granicami Polski m.in.: w Stanach Zjednoczonych, Austrii, Belgii, Niemczech. W 2015 obchodzili 25-lecie podczas festiwalu w Ostródzie, a 27 sierpnia 2015 zagrali benefis zespołu Boys w Iłowie, który zakończył jubileuszową trasę zespołu.
W 2016 powstał film dokumentalny Boys Extraklasa w reżyserii Marcina Załęskiego.

## Skład zespołu
Oryginalny skład
- Marcin Miller (od 1990) – keyboard, śpiew
- Robert Sasinowski (1990–1993) – gitara, śpiew (obecnie w zespole Skaner)
- Bogdan Kukier (1991–1993) – gitara basowa (obecnie w zespole Maxel)
- Krzysztof Cieciuch (1990–1997) – perkusja, keyboard (kariera solowa w latach 1997–2003)

Obecny skład
- Marcin Miller (od 1990) – śpiew
- Jan Cieniewicz (od 1997) – tancerz, śpiew
- Marcin Dardziński (od 2004) – tancerz, śpiew
- Rafał Kamiński (od 2020) – tancerz, śpiew
- Jeremiasz Cieniewicz (od 2021) – tancerz, śpiew

Skład zespołu na przestrzeni lat
- 1990–1991: Marcin Miller, Maciej Zelinski, Krzysztof Cieciuch, Robert Sasinowski, Andrzej Rogowski
- 1991–1993: Marcin Miller, Krzysztof Cieciuch, Robert Sasinowski, Bogdan Kukier
- 1993: Marcin Miller, Krzysztof Cieciuch, Igor Giro[10]
- 1993–1995: Marcin Miller, Krzysztof Cieciuch, Jarosław Tyszkiewicz[11]
- 1996–1997: Marcin Miller, Krzysztof Cieciuch
- 1997: Marcin Miller
- wiosna 1997 – 1999: Marcin Miller, Andrzej Jabłoński, Jan Cieniewicz, Artur Kosicki, Cezary Krukowski, Mirosław Lewczuk
- 1999–2003: Marcin Miller, Andrzej Jabłoński, Jan Cieniewicz, Artur Kosicki, Cezary Krukowski
- 2003–2004: Marcin Miller, Andrzej Jabłoński, Jan Cieniewicz, Artur Kosicki, Konrad Dobrzyński
- 2004–2019: Marcin Miller, Andrzej Jabłoński, Jan Cieniewicz, Konrad Dobrzyński, Marcin Dardziński
- 2019–2020: Marcin Miller, Andrzej Jabłoński, Jan Cieniewicz, Marcin Dardziński
- 2020–2021: Marcin Miller, Andrzej Jabłoński, Jan Cieniewicz, Marcin Dardziński, Rafał Kamiński
- Od 2021: Marcin Miller, Jan Cieniewicz, Marcin Dardziński, Rafał Kamiński, Jeremiasz Cieniewicz

## Dyskografia
| \| Rok \| Album \| Certyfikat ZPAV \| \| ---- \| ----------------------- \| --------------- \| \| 1992 \| Dziewczyna z marzeń[12] \| \| \| 1992 \| Usłysz wołanie[13] \| \| \| 1993 \| Wspólne inicjały[10] \| \| \| 1994 \| Miłość jak wiatr[14] \| \| \| 1995 \| Bawmy się \| \| \| 1996 \| Łobuz i drań[15] \| \| \| 1997 \| O.K.[16] \| \| \| 1998 \| Tak czy nie? \| \| \| 1999 \| Zadowoleni?! \| \| \| 2000 \| Extra! \| \| \| 2001 \| Biba \| \| \| 2003 \| Jumpreza \| \| \| 2005 \| Wieczni łowcy \| \| \| 2007 \| Na lajcie \| \| \| 2008 \| Remix na lajcie[17] \| \| \| 2009 \| Dicho[18] \| \| \| 2010 \| Rock Boys \| \| \| 2010 \| XXX[19] \| \| \| 2011 \| Lody[20] \| \| \| 2014 \| Hit wszech czasów[21] \| \| \| 2017 \| 25 lat \| \| \| 2022 \| 18-22 \| \| \| 2024 \| Zapamiętaj mnie \| \| |                     |                 |
| Rok | Album               | Certyfikat ZPAV |
| 1992 | Dziewczyna z marzeń |                 |
| 1992 | Usłysz wołanie      |                 |
| 1993 | Wspólne inicjały    |                 |
| 1994 | Miłość jak wiatr    |                 |
| 1995 | Bawmy się           |                 |
| 1996 | Łobuz i drań        |                 |
| 1997 | O.K.                |                 |
| 1998 | Tak czy nie?        |                 |
| 1999 | Zadowoleni?!        |                 |
| 2000 | Extra!              |                 |
| 2001 | Biba                |                 |
| 2003 | Jumpreza            |                 |
| 2005 | Wieczni łowcy       |                 |
| 2007 | Na lajcie           |                 |
| 2008 | Remix na lajcie     |                 |
| 2009 | Dicho               |                 |
| 2010 | Rock Boys           |                 |
| 2010 | XXX                 |                 |
| 2011 | Lody                |                 |
| 2014 | Hit wszech czasów   |                 |
| 2017 | 25 lat              |                 |
| 2022 | 18-22               |                 |
| 2024 | Zapamiętaj mnie     |                 |

### Albumy świąteczne
| Rok  | Album                 |
| ---- | --------------------- |
| 1993 | Alleluja Alleluja     |
| 1997 | Kolędy... ale jakie ! |

### Kompilacje
| Rok  | Album                               |
| ---- | ----------------------------------- |
| 1995 | Bawmy się                           |
| 1996 | Największe przeboje non stop        |
| 1998 | Best Boys 1                         |
| 1998 | Best Boys 2                         |
| 1999 | Boys Mix                            |
| 2003 | Przebojowa kolekcja                 |
| 2008 | The Best of Boys cz.1               |
| 2008 | The Best of Boys cz.2               |
| 2008 | The Best of Boys cz.3               |
| 2009 | Boys – wielka kolekcja              |
| 2012 | Gity Hity                           |
| 2014 | Diamentowa kolekcja disco polo-Boys |
| 2017 | The Best of Boys Ever               |
| 2019 | Top Hits – The Best Of              |
| 2019 | The Best Of                         |
| 2023 | Moje covery                         |

### Single
| Rok  | Tytuł                                                        | Pozycja na liście | Certyfikat ZPAV      | Album             |
| Rok  | Tytuł                                                        | VOX FM            | Certyfikat ZPAV      | Album             |
| ---- | ------------------------------------------------------------ | ----------------- | -------------------- | ----------------- |
| 1997 | „Jesteś szalona”                                             | –                 |                      | O.K.              |
| 1998 | „Czy nie”                                                    | –                 |                      | Tak czy nie?      |
| 2001 | „Biba”                                                       | –                 |                      | Biba              |
| 2014 | „Przypomnij mi”                                              | 3                 |                      | Hit wszech czasów |
| 2014 | „Przemyśl swój wybór malutka”                                | –                 | - złota płyta        | Hit wszech czasów |
| 2015 | „W oczach niebo” (oraz Extazy)                               | –                 | - platynowa płyta    | Wyśniona          |
| 2016 | „To dla Ciebie jestem całą prawdą”                           | 1                 |                      |                   |
| 2016 | „Koleś z Bety”                                               | 11                | - 2x platynowa płyta | 25 lat            |
| 2016 | „Najpiękniejsza dziewczyno”                                  | 1                 | - diamentowa płyta   | 25 lat            |
| 2017 | „Moja kochana”                                               | 1                 | - 3x platynowa płyta | 25 lat            |
| 2018 | „Chcę być przy Tobie”                                        | 2                 |                      | 25 lat            |
| 2018 | „Oczy szafirowe”                                             | 1                 | - platynowa płyta    | 25 lat            |
| 2018 | „Wciąż pamiętam”                                             | 1                 | - platynowa płyta    | The Best Of       |
| 2019 | „Choćbyś tęsknił”                                            | 1                 |                      |                   |
| 2019 | „Szalona blondynka” (oraz Bayer Full)                        | 3                 | - platynowa płyta    |                   |
| 2019 | „Nie ma gwiazd”                                              | 1                 | - platynowa płyta    | The Best Of       |
| 2020 | „Ogród pełen róż”                                            | 1                 | - złota płyta        |                   |
| 2020 | „To zmieni się” (oraz: Top Girls, Jorrgus, BajorekD, Extazy) |                   | - złota płyta        |                   |
| 2021 | „Taka jak ty"                                                |                   |                      |                   |
| 2022 | „Nie szukaj mnie"                                            | 1                 |                      |                   |
| 2023 | „Urlop na żądanie"                                           |                   |                      |                   |